# Шампиньон желтокожий
Шампиньо́н желтоко́жий, или рыже́ющий, или ло́жный шампиньо́н (лат. Agaricus xanthodermus) — ядовитый гриб из рода Шампиньон (Agaricus) семейства Шампиньоновые (Agaricaceae). 
Научные синонимы:
- Pratella xanthoderma (Genev.) Gillet, 1884
- Psalliota xanthoderma (Genev.) Richon & Roze, 1885
- Fungus xanthodermus (Genev.) Kuntze, 1898

и др.
Русские синонимы: шампиньон желтеющий, ложный шампиньон.

## Описание
Шляпка 5—15 см в диаметре, колокольчатая, со слегка загнутым внутрь краем, мясистая, белая, беловато-бурая, при надавливании желтеет, гладкая, сухая, иногда по краю растрескивается.
Мякоть буровато-белая, ближе к основанию ножки желтоватая, во вздутии ножки оранжевая или желто-оранжевая; имеет неприятный запах фенола (т. н. «аптечный» или «чернильный» запах, иногда почти неуловимый, который, однако, резко усиливается при варке. Запах этого вида шампиньонов напоминает запах гуаши).
Пластинки тонкие, сначала белые или розоватые, при созревании коричневые.
Ножка 6—10 см высотой, 2—3 см шириной, белая, полая, со вздутием в основании.

## Распространение
Широко распространён в Северной Америке и Европе. Интродуцирован в Австралию.
Растёт с июля по октябрь в лиственных лесах, садах, парках, на лугах.

## Сходные виды
- Съедобный шампиньон полевой (Agaricus arvensis) легче всего отличить по отсутствию неприятного запаха.

## Токсические свойства
Содержит в больших концентрациях фенол — ядовитый спирт бензола. Степень концентрации фенола можно узнать по скорости и насыщенности «желтения» шампиньона. При употреблении грибов проявляется симптоматика отравления фенолом: диарея, головная боль, боли в животе. От употребления большего количества или более насыщенных ядом грибов симптомы усиливаются.   